# Angelo Bucci
Angelo Bucci (Orlandia, 17 de outubro de 1963) é um arquiteto e professor brasileiro.  É professor da Faculdade de Arquitetura e Urbanismo da Universidade de São Paulo.

## Premios
Em 1992, venceu o Concurso do Pavilhão do Brasil para a Expo'92 em Sevilha.
Foi finalista do renomado Mies Crown Hall Americas Prize, premio promovido pela Escola de Arquitetura do IIT (Ilinois Institute of Technology), de Chicago em 2016. 
Seu projeto do Hospital de Urgências de São Bernardo do Campo  foi escolhido como Melhor Obra de Arquitetura pela  APCA (Associação Paulista de Críticos de Artes) em 2019. 